# Turmhügel Unterauhof
Der Turmhügel Unterauhof ist eine abgegangene mittelalterliche Wasserburg vom Typus einer Turmhügelburg (Motte) auf 294,6 m ü. NHN am Nordrand von Unterauhof (Haus Nr. 2), einem Gemeindeteil des Marktes Mainleus im Landkreis  Kulmbach in Bayern.
1372 wurden erstmals die Herren von Waldenfels als Eigentümer der Burg bezeugt. Ab 1426 gehörte die Burg zum Rittergut Wernstein.
Die Mottenanlage besteht aus einem gut erhaltenen, noch drei Meter hohen Kernhügel mit einer Fläche von 17 mal 20 Metern und ist von einem 10 Meter breiten Ringgraben umgeben. Anstelle des ursprünglichen Turmbaus wurde nach dem Dreißigjährigen Krieg ein Gesinde- oder Austragshaus errichtet, wobei Mauerquader und Teile eines Tonnengewölbes des Vorgängerbaus verwendet wurden.
Das heutige Aussehen des Hauses entstand im 19. Jahrhundert. 1991 erwarb die Gemeinde Mainleus das beschädigte Haus und ließ es 1995 instand setzen.